# Helicodiscus diadema
Helicodiscus diadema е вид коремоного от семейство Helicodiscidae.

## Разпространение
Видът е разпространен в САЩ.